# Secret Garden (együttes)
A Secret Garden egy ír-norvég együttes. A duó tagjai az ír hegedűs Fionnuala Sherry és a norvég zeneszerző Rolf Løvland.
Az 1995-ös Eurovíziós Dalfesztiválon Nocturne című dalukkal Norvégia második győzelmét aratták. Ez az egyetlen alkalom, hogy egy többnyire instrumentális dal tudott nyerni. A háromperces dalból két perc és tizenegy másodperc egy hegedű intermezzo volt, a dalszöveg pedig mindössze 25 szóból állt.  A dalfesztiválon egy norvég énekesnő, Gunnhild Tvinnereim csatlakozott a Secret Gardenhez, aki amúgy nem tagja az együttesnek. Løvland számára ez már a második díj volt, mert 1985-ben a norvég Bobbysocks győztes dalát is ő írta.
A Nocturne mellett a leghíresebb daluk a Brian Kennedy által előadott You Raise Me Up, melyet később több mint száz előadó dolgozott fel, köztük Josh Groban, a Westlife, az Il Divo, Kocsis Tibor vagy Muri Enikő. Érdekesség, hogy a dal eredeti előadója, Brian Kennedy, 2006-ban maga is résztvett az Eurovíziós Dalfesztiválon az Every Song is a Cry for Love című dallal, mellyel 10. helyen végzett.

## Diszkográfiájuk
- 1995: Songs from a Secret Garden
- 1997: White Stones
- 1999: Dawn of a New Century
- 2001: Dreamcatcher
- 2002: Once in a Red Moon (közreműködik Julian Lloyd Webber)
- 2004: Dreamcatcher: Best of Secret Garden (ausztráliai kiadás)
- 2005: Earthsongs
- 2008: Inside I'm Singing
- 2011: Winter Poem

## Lásd még
- Fionnuala Sherry
- Rolf Løvland

## Külső hivatkozások
- Hivatalos honlap (angol nyelven)
- Videó: Nocturne